# Sega Sammy Holdings
Sega Sammy Holdings Inc. (en japonés: 株式会社セガサミーホールディングス Kabushiki Gaisha Sega Samī Hōrudingusu) es un holding japonés formado por la fusión de las compañías Sega y Sammy en 2004. Ambas compañías tenían productos de entretenimiento complementarios (Sega con juegos de arcade y Sammy con máquinas recreativas). Parte de la fama de Sega viene también de sus franquicias de videojuegos (Sonic the Hedgehog, Streets of Rage...) y sus videoconsolas (SG Mark III, Sega Game Gear...).
El logo de Sega Sammy es un diseño basado en la letra «S», la inicial de ambas compañías. La sinergia integrada de ambas compañías está representada por una combinación de azul y verde, que son los colores corporativos de las dos compañías. Además, en el logo, un línea curva que se asemeja al horizonte une las letras Sega y Sammy, simbolizando la colaboración entre ambas y su deseo de desarrollarse en un mercado global.

## Historia corporativa

### Sammy Corporation
Sammy Corporation fue fundada el 1 de noviembre de 1975 como Sammy Industry Co., Ltd. por el magnate japonés Hajime Satomi. Se formó a partir de las divisiones de fabricación y marketing de Satomi Corporation de máquinas recreativas. En la década de 1980, Sammy comercializó y vendió máquinas tragaperras, y en la década de 1990, Sammy amplió su cartera comercializando y vendiendo máquinas pachinko. Estas dos empresas comerciales han sido el pilar principal de los ingresos de Sammy Corporation. Durante 1997, Sammy Industry Co., Ltd. cambió su nombre a Sammy Corporation. En 2000, Sammy Corporation figuraba en la primera sección de la bolsa de Tokio. Fuera de la industria de Pachinko y Pachislot, Sammy Corporation también participó en la industria de los videojuegos como editor de juegos de lucha como la serie Guilty Gear (desarrollada por Arc System Works), la serie The Rumble Fish (desarrollada por Dimps) y Survival Arts.

## Estructura

### Negocios de máquinas Pachislot y Pachinko
Estas son las divisiones y filiales del Grupo Sega Sammy encargados del sector de negocio orientado a las máquinas pachislot y pachinko.
- Corporación Sammy
- Corporación Ginza
- RODEO Co., Ltd.
- Taiyo Elec Co., Ltd.

### Negocios de entretenimiento
Las empresas dedicadas al entretenimiento dan una gama diversa de productos desde contenidos digitales hasta juguetes. Estas son las divisiones y filiales del Grupo Sega Sammy encargados del sector de negocio orientado al entretenimiento.
- Holding corporativo
  - Sega Holdings Co, Ltd.
- Software de videojuegos
  - Sega Games Co., Ltd.
    - Sega of America, Inc.
      - Atlus USA
      - Demiurge Studios
      - Relic Entertainment

    - Sega Europe Ltd.
      - Amplitude Studios
      - Creative Assembly
        - Creative Assembly Sofia

      - Sports Interactive

    - Sega Korea Co., Ltd.
    - Sega Shanghai Co., Ltd.
    - Atlus
      - Studio Zero
- Contenidos digitales
  - Butterfly Corporation
  - f4samurai, Inc.
  - Sammy NetWorks Co., Ltd.
  - Sega Digital Studio
- Producción de consolas
  - Sega Interactive Co., Ltd.
  - Sega Logistics Service Co., Ltd.
    - Sega Amusements Europe Ltd.
    - Sega Amusements Taiwan Ltd.

  - Dartslive Co., Ltd.
    - DARTSLIVE INTERNATIONAL Ltd
    - iDarts Group Ltd.
    - DARTSLIVE ASIA Ltd.
    - DARTSLIVE USA, INC
    - DARTSLIVE EUROPE LTD.
- Centro de Operación (Sección de Entretenimiento)
  - Sega Entertainment Co.,Ltd.
    - Oasis Park Co., Ltd.
- Producción de animación y relacionados
  - TMS Entertainment Co., Ltd.
    - TMS Entertainment USA, Inc.
      - TMS Music Co., Ltd.
      - TMS Music (HK) Ltd.
      - TMS Music (UK) Ltd.
      - TMS Photo Co., Ltd.
      - TOCSIS INC.
      - Liverpool Co., Ltd.
      - Telecom Animation Film Co., Ltd.
      - Jinni's Inc.

  - Marza Animation Planet, Inc.
- Producción juguetera
  - Sega Toys Ltd.
    - Sega Toys (Hk) Co., Ltd.
- Casino machines
  - Sega Sammy Creation Inc.

### Empresas de recursos
- Holding corporativo
  - Sega Holdings
    - Parques temáticos
      - Sega Live Creation Inc.
- Recursos
  - PHOENIX RESORT CO.,LTD.
  - PARADISE SEGASAMMY Co.,Ltd.
  - Sega Sammy BUSAN INC.
  - Sega Sammy Golf Entertainment Inc.

### Otras
- Subcontratación del Call Center, Recursos Humanos, Empleados temporales y otras secciones
  - Corporación Japan Multimedia Services
  - HONEST Co.,LTD.
  - InfiniTalk Co.,Ltd.
  - Patina Co., Ltd.
- Programas de desarrollo de actuación teatral
  - D×L CREATION Co., Ltd.

## Compañías relacionadas

### Filiales actuales
- Sanrio Co., Ltd. (anteriormente tenían el 13,9%, actualmente poseen un 10,6% de la compañía)
- Corporación Dimps (Sega y Sammy son sus mayores accionistas, otros accionistas son Sony Computer Entertainment y Bandai Namco)

### Filiales extintas
- Sammy Studios
- SI Electronics Ltd.
- SIMS Co., Ltd.
- Corporación Index
  - Index Asia Co, Ltd.
- Technosoft
- Visual Concepts